# Джолбай, Дамла
Дамла́ Джолба́й (тур. Damla Colbay; род. 14 января 1993, Измир) — турецкая телевизионная актриса

.

## Биография и карьера
Дамла Джолбай родилась 14 января 1993 года в Измире (Турция) в семье Эрхана и Айтен Джолбай. Она провела детство в Каршияке, а в 2013 году переехала в Стамбул. Обучалась актёрскому мастерству в Университете Докуз Эйлюль.
Джолбай стала известна благодаря своей дебютной роли Демет Демир в телесериале «Грязные деньги и любовь» (2014—2015). С 2015 по 2016 год она играла главную роль Инджи Темизюрек в телесериале «Жизнь полна чудес». С 2016 по 2017 год играла роль Эйлем в телесериале «Внутри». В 2019 году Джолбай сыграла роль Айсель Таштан в телесериале «Богатый и бедный» и в том же году начала играть роль Зейнеп Джан в телесериале «Доктор Хаос», который транслировался до 2021 года. За роль в последнем была номинирована на премию Международного кинофестиваля в Измире в категории «Лучшая женская роль второго плана (сериал)».

## Фильмография
| Год       |   | Русское название        | Оригинальное название | Роль                        |
| --------- | - | ----------------------- | --------------------- | --------------------------- |
| 2014—2015 | с | Грязные деньги и любовь | Kara Para Aşk         | Демет Демир                 |
| 2015—2016 | с | Жизнь полна чудес       | Hayat Mucizelere Gebe | Инджи Темизюрек             |
| 2016—2017 | с | Внутри                  | İçerde                | Эйлем                       |
| 2019      | с | Богатый и бедный        | Zengin ve Yoksul      | Айсель Таштан               |
| 2019—2021 | с | Доктор Хаос             | Hekimoğlu             | Зейнеп Джан                 |
| 2022      | с | Одинокий волк           | Yalnız Kurt           | Саре Тюркмен / Эсра Тюркмен |
| 2022—2023 | с | Нулевой день            | Sıfırıncı Gün         | Селин                       |